# Монпелье — Средиземноморье (аэропорт)
Аэропорт Монпелье-Средиземноморье (фр. Aéroport de Montpellier-Méditerranée) (ИАТА: MPL, ИКАО: LFMT) — международный аэропорт, расположенный в городе Могио, недалеко от города Монпелье, в департаменте Эро в регионе Окситания, Франция.

## История

### Зарождение аэропорта
Аэропорт построили в 1938 году путём возведения аэродромной площадки и первого грузового терминала. В том же году и произошла посадка первого самолёта. На тот момент воздушная гавань носила имя Монпелье-Фрежорг по названию населенного пункта в городе, где находится аэропорт. Во время Второй мировой войны он серьёзно пострадал из-за бомбардировок союзниками, одна из самых сильных бомбардировок произошла в 1944 году, с целью уничтожения самолётов нацистской Германии, базировавшихся здесь.
После окончания войны, в 1946 году, был возведён первый гражданский терминал.
В 1976 году, в аэропорту Монпелье проводили тестирование Конкорда.
В 1990 году пассажиропоток воздушной гавани преодолел отметку в миллион человек.
В 1994 году авиагавань переименовали в Монпелье-Средиземноморье.

### Современность
В 2000 году аэропорт стал девятым во Франции по пассажиропотоку, обслужив 1,75 миллиона пассажиров, что на ▲ 18 % больше по сравнению с 1996 годом. В 2001 году из-за открытия линии TGV (фр.  Méditerranée), Париж стал находиться менее чем в 3 часах 30 минутах езды от Монпелье на поезде, что создало новое соревнование между железнодорожным и авиатранспортом.
С 2002 года в аэропорт начал летать Ryanair со своими «Low Cost» рейсами. В этом-же году авиагавань прошла сертификацию ISO 9001. В 2009 году аэропорт Монпелье-Средиземноморье под управлением CCI Montpellier преобразован в акционерное общество с правлением и наблюдательным советом с капиталом в 148 000 евро. Так появился аэропорт фр. Montpellier Méditerranée Airport SA. Акционеры распределены следующим образом: 60 % штат, 25 % CCI de Montpellier, 7 % департамент Эро, 6,5 % Регион Лангедок-Руссильон, 1 % сообщество муниципалитетов Pays de l’Or и 0,5 % Montpellier Agglomeration.

Lufthansa, Twinjet и Volotea начали выполнять рейсы с 2012 года, а также произошло открытие новой линии Монпелье — Марракеш с Air Arabia. В 2014 году национальная авиакомпания Бельгии, Brussels Airlines начала выполнять полеты по новому маршруту "Монпелье — Брюссель", соревнуясь с недорогой авиакомпанией Ryanair, которая летала в Шарлеруа-Брюссель-Южный аэропорт, расположенный в часе езды от Брюсселя.
С 2016 года новые перевозчики открыли новые направления: авиакомпания Chalair по маршруту Монпелье — Бордо и Aer Lingus по маршруту Монпелье — Дублин .
Через 2 года было объявлено о создании терминала для рейсов low cost, который планировали открыть весной 2019 года.
С 2019 года Уральские авиалинии начали обслуживать рейс Монпелье — Москва. EasyJet открыл три новых направления из Монпелье — Бристоль, Париж — Шарль-де-Голль и Порту. Ryanair больше прекратил обслуживание рейса из аэропорта Монпелье.
В 2020 году в аэропорт зашла авиакомпания Transavia France, которая базирует 2 самолёта для выполнения 21 нового маршрута.

## Инфраструктура

### Аэродром
Аэродром включает две взлётно-посадочные полосы, обе асфальтированные

Схема аэропорта Montpellier-Mediterranee

- 12L/30R — 2600 x 45 метров[23].
- 12R/30L — 1100 x 30 метров[23].

Уровень SSLIA — Категория 7.

### Аэровокзал
Аэровокзальный комплекс состоит из двух терминалов. Терминал 1 — открыт в 1946 году; в 2018 году началось строительство Терминала 2 (называемого за́лом № 2) —  7 мая 2019 года открыт, этот терминал обслуживает рейсы «low cost», он также предназначен для приёма и регистрации пассажиров. Также в аэропорту есть грузовой терминал, построенный в 1938 году, из него рейсы выполняют ASL Airlines Belgium, West Atlantic. Южнее пассажирских терминалов, расположена контрольно-диспетчерская вышка.
На территории аэропорта работает отель «Airport Hotel». Также есть паркинг, на котором предусмотрено более 3000 парковочных мест. Парковка P2 до 2 дней (810 мест), цены: тариф от 1 до 12 часов стоит + 0,10 Евроцентов за каждые 15 минут; тариф от 12 до 24 часов стоит 15 Евро. Парковка краткосрочного пребывания P4 от 3 до 6 дней (950 мест) и парковка долгосрочного пребывания P6 от 3 до 60 дней (1500 мест) цены: тариф от одного до двух дней стоит 30 Евро; тариф от двух до пятнадцати дней, начинается от 37 Евро и + 7 Евро за каждый следующий день.

## Пассажиропоток
Данные из запроса в Викиданные.
| Год  | Кол-во пассажиров | Изменения       | Бюджетные | Транзитные | Международные | Региональные |
| ---- | ----------------- | --------------- | --------- | ---------- | ------------- | ------------ |
| 2020 | 805 222           | ▼41,6 %         | 379 413   | 488        | 273 717       | 531 017      |
| 2019 | 1 935 631         | ▲3 %            | 751 319   | 1171       | 657 975       | 1 276 485    |
| 2018 | 1 879 963         | ▲1,6 %          | 708 273   | 1928       | 641 005       | 1 237 030    |
| 2017 | 1 849 572         | ▲10,7 %         | 679 148   | 2116       | 661 566       | 1 185 890    |
| 2016 | 1 671 086         | ▲10,7 %         | 577 198   | 2063       | 616 564       | 1 052 459    |
| 2015 | 1 510 170         | ▲4,5 %          | 507 965   | 2242       | 480 667       | 1 027 261    |
| 2014 | 1 445 334         | ▲1,6 %          | 464 170   | 1224       | 433 923       | 1 010 187    |
| 2013 | 1 422 793         | ▲10,4 %         | 441 388   | 2179       | 391 855       | 1 028 759    |
| 2012 | 1 288 215         | ▼1,9 %          | 397 819   | 2787       | 398 609       | 886 819      |
| 2011 | 1 313 276         | ▲11,3 %         | 378 980   | 4930       | 400 818       | 907 528      |
| 2010 | 1 180 448         | ▼3,7 % (к 2009) | 275 341   | 2588       | 295 334       | 882 526      |

## Трафик аэропорта
| Авиакомпания         | Направления |
| -------------------- | --- |
| Air Arabia           | Касабланка, Надор (город) |
| ASL Airlines Belgium | Бастия, Париж — Шарль-де-Голль(грузовые авиаперевозки) |
| Air France           | Париж — Шарль-де-Голль, Париж-Орли (аэропорт) |
| easyJet              | Гатвик, Париж-Орли (аэропорт) |
| KLM                  | Амстердам |
| Luxair               | Люксембург |
| Transavia France     | Портела (аэропорт), Марракеш, Нант, Севилья, Джерба (остров), Гераклион, Мадрид, Брест (Франция), Аяччо, Кальви (Верхняя Корсика), Ренн, Париж-Орли (аэропорт), Алжир, Стокгольм, Фигари, Роттердам, Ангадс (аэропорт), Танжер, Оран, Афины, Палермо, Страсбург, Берлин, Бастия, Константина, Тунис (город) |
| Volotea              | Брест (Франция), Лилль, Нант, Фигари, Аяччо, Бастия, Страсбург |
| Royal Air Maroc      | Касабланка, Фес |
| West Atlantic        | Бастия, Париж — Шарль-де-Голль (грузовые авиаперевозки) |

## Транспортная инфраструктура

### Как добраться на автомобиле
На автомобиле в аэропорт можно добраться из Нима и Безье по трассе A9 в направлении Монпелье. На автостраде A709 съезд 29 Montpellier Est, съезд на D66, чтобы добраться до аэропорта Монпелье. Дорога А9, от Нима к аэропорту, платная.
Из центра Монпелье в аэропорт можно добраться по трассе D66 в сторону пляжей.

### Как добраться на общественном транспорте
Автобус от линии Occitanie, линия 620, соединяет аэропорт и центр города Монпелье с трамвайной остановкой линий 1 и 4 «Place de l’Europe». Время в пути примерно 15 минут. Цена билета на шаттл составляет 1,60 евро (в одну сторону) или на автобус и трамвай, билет сети TAM составляет 2,60 евро (в одну сторону).
Трамвайная линия 3 сети Tam проходит рядом с аэропортом без заранее определённой остановки. Транспортная сеть городского сообщества Pays de l’Or, Transp’Or открыла летнюю линию с июля по август, которая позволяет от трамвайной остановки «Boirargues» (линия 3) добраться до École supérieure Aeronautics и Airport Trades7.